# Chinguetti
Cinguetti, o Chinguetti, (in arabo شنقيط‎?, Šinqīṭ) è una città santa dell'Islam nel deserto della Mauritania.

## Storia
Anticamente era uno ksar e importante centro nelle vie carovaniere, e ospitava ben 24 biblioteche. Con l'avanzata della desertificazione ha perso ogni importanza. Attualmente la città è divisa in due (vecchia e nuova) da un fiume di sabbia. Si raggiunge in fuoristrada partendo da Atar e seguendo piste nel deserto. Da qualche tempo si sono avviate iniziative, soprattutto su impulso dell'antropologo italiano Attilio Gaudio, per salvare il ricco patrimonio delle "biblioteche del deserto", tra cui quelle di Chinguetti, minacciate dall'avanzata delle sabbie.
La stima ed il recupero delle opere di Chinguetti è iniziato nel 1949 dopo una visita e un inventario pubblicato dal mauritano Mokhtar Ould Hamidoun. Descrisse le opere in mano ai privati custodite in maniera pessima, lacerate e rose dalle termiti. In mezzo a questa desolante situazione trovò testi antichi e preziosi e manoscritti rari. Il testo più antico custodito nella città è di Ebi Hilal el-Askeri, un testo di teologia autografo del 480 dell'Egira. Descrisse due grandi gruppi fra i testi, quelli di genere mauro e di genere egiziano. La provenienza è da Egitto, Siria, forse Turchia e dal Maghreb, identificabili per un genere di scrittura comune dell'attuale Marocco, Algeria e Tunisia.
Fra i pezzi importanti ci sono due copie del Corano, il primo detto di Buaïn çafra (Colui che ha l'occhio giallo) è un manoscritto orientale miniato da Mohammed Ben Abou'l Qayym el-Qawwal e Tebrizi. Su questo testo il cadì di Chinguetti faceva giurare i testimoni. È conservata anche una produzione di eruditi locali, circa 240 volumi, di Ouadane, Oualata, Tichitt, Atar, Trarza e del Tagant con opere a volte in più volumi. Sono conservate anche una cinquantina di opere di Maa el Ainin stampate a Fez. Al largo delle sue coste si trova il giacimento petrolifero omonimo. Insieme con le città di Ouadane, Tichitt e Oualata fa parte del patrimonio dell'umanità dell'UNESCO della Mauritania.

## Eclissi di sole del 1973
A Chinguetti, il 30 giugno del 1973, un'eclissi totale di sole fu osservata da una spedizione dell'Università del Texas, Austin, che provvide ad eseguire numerose foto delle stelle intorno alla corona solare per determinare la deflessione della luce prodotta dal campo gravitazionale del sole. Le misure furono effettuate sia in Texas che all'osservatorio reale di Greenwich e fornirono un'ulteriore conferma della deviazione gravitazionale della luce prevista da Einstein.

## Galleria d'immagini

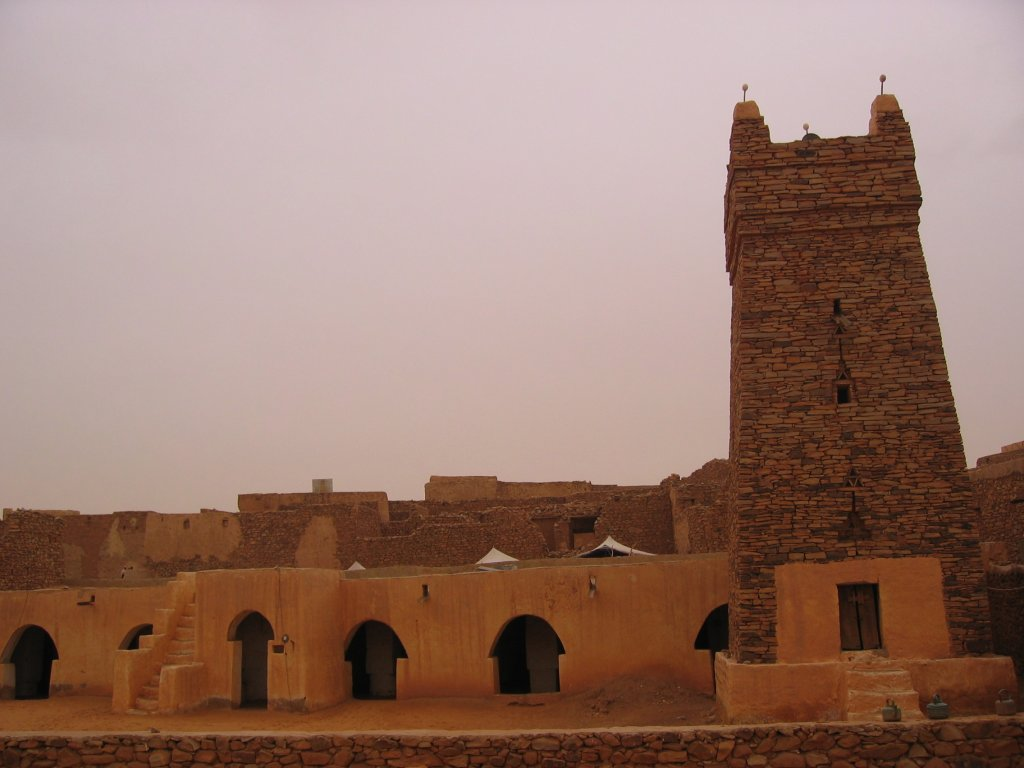
La Grande "Moschea del Venerdì"
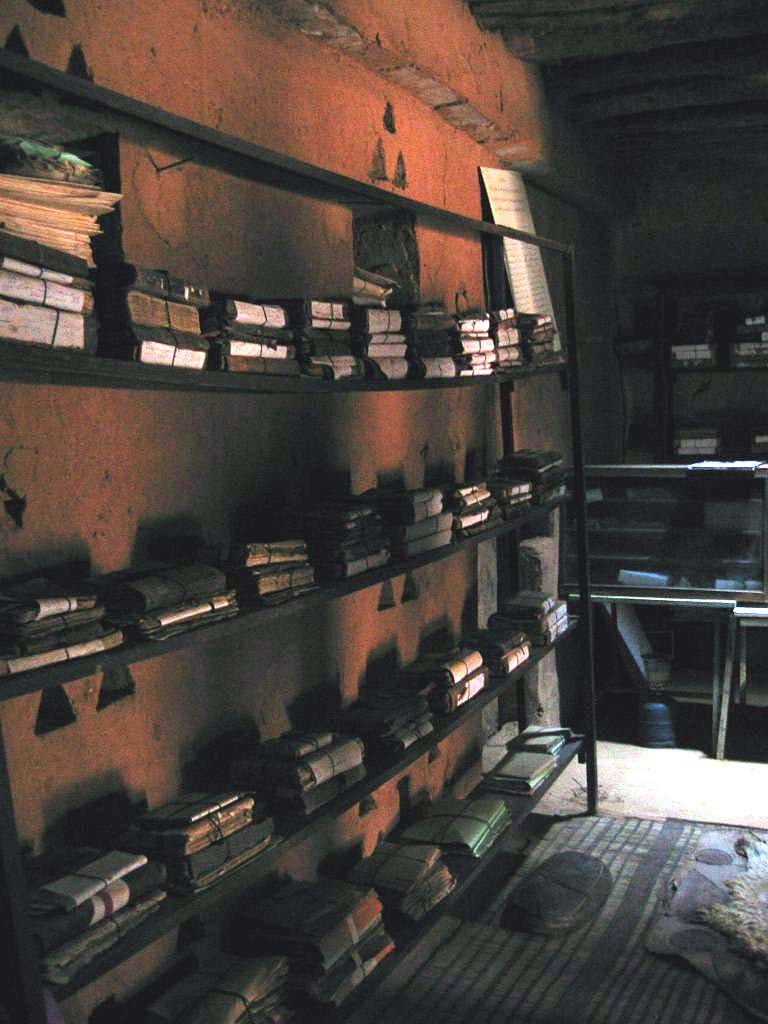
Interno di una biblioteca coranica

## Gemellaggi
- Fès, dal 12 marzo 1990
- Almuñécar